# Lenguas pahoturi
Las lenguas pahoturi son una pequeña familia lingüística de lenguas papúes, formada por solo dos lenguas el agöb (o dabu) y el idi, ambas habladas al sur del río Fly, justo al oeste de las Lenguas trans-Fly orientales. Ross (2005) las incluyó tentivamente en la familia propuesta llamada lenguas trans-Fly–Bulaka.

## Clasificación
Las dos lenguas de esta familia son:
El agöb (dabu) y el idi [una cadena de dialectos]
Wurm (1975) y Ross (2005) han sugerido que la lengua más cercana al pahoturi sería el tabo (waia) situado justo al norte del delta del río Fly. Sin embargo, no presentan evidencia convincente de este hecho, y la forma de los pronombres y los numerales no coincide.

## Descripción lingüística

### Pronombres
Los pronombres que Ross reconstruye para la familia son:
Proto-Pahoturi
| 1ª singular | *ŋa-na     | 1ª plural | ?    |
| 2ª singular | *ba or *be | 2ª plural | *-bi |
| 3ª singular | *bo        | 3ª plural | ?    |

### Comparación léxica
Los numerales en diferentes lenguas pahoturi:
| GLOSA | Pahoturi           | Pahoturi              | Pahoturi        | Tabo (Waia) |
| GLOSA | Agöb               | Idi                   | PROTO- PAHOTURI | Tabo (Waia) |
| ----- | ------------------ | --------------------- | --------------- | ----------- |
| '1'   | tupidibi           | ɟʝ͡inbi                | *diⁿbi          | kapia       |
| '2'   | kumiriri           | komblebe              | *komble(be)     | nete'ewa    |
| '3'   | kumireriga         | komblebe a ɟʝ͡inbi     | *2+1            |             |
| '4'   | kumirivi- kumirivi | komblebe a komblebe   | *2+2            |             |
| '5'   | tumu               | komble komble a zinbi |                 |             |
| '6'   |                    | ɟ͡ʝinbi puʈ͡ʂ           |                 |             |
| '7'   |                    | 6+1                   |                 |             |
| '8'   |                    | 6+2                   |                 |             |
| '9'   |                    | 6+2+1                 |                 |             |
| '10'  |                    | 6+2+2                 |                 |             |